# Dissaporus mythicus
Dissaporus mythicus är en skalbaggsart som först beskrevs av Leonard Gyllenhaal 1817.  Dissaporus mythicus ingår i släktet Dissaporus och familjen långhorningar.
Artens utbredningsområde är:
- Mali.
- Niger.
- Senegal.
- Sierra Leone.
- Togo.

Inga underarter finns listade i Catalogue of Life.